# Карія (регіон)

Давні області Малої Азії

Карія (грец. Καρία) — історична область на південно-західному узбережжі  Малої Азії, де мешкав народ карійці.
В середині 2-го тисячоліття до н. е. Карію обрали місцем поселення племена хетів, що змішалися з місцевими жителями, і до часів Троянської війни (XII ст до н. е.) народ карійців вже існував. З початком грецької колонізації ближче до кінця 2-го тисячоліття до н. е. на узбережжі Карії з'являються грецькі міста, грецька культура і мова починають поступово проникати в середовище карійців, витіснивши карійську мову з ужитку до початку нашої ери. У 540-ті роки до н. е. Карія, де місцеві племена не зуміли згуртуватися в єдину державу, опинилася під владою Держави Ахеменідів. Після походу Александра Македонського територія Карії втратила чіткі межі, а народ карійців позбувся етнографічної ідентичності. В наш час[коли?] землі Карії — частина  Туреччини як адміністративні провінції Мугла і Айдин.

## Географічне розташування
Територія, яку займав народ карійців, змінювалася з часом. Межі Карії приблизно визначені на підставі описів Страбона і Геродота, уродженця Галікарнаса в Карії. Країна простягалася вздовж малоазійського узбережжя Середземного моря навпроти островів Крит і Родос приблизно від гирла річки Меандр (сучасна назва: Великий Мендерес) до гирла річки Інд (Indos, сучасна назва: Даламан), маючи у своєму складі великі прибережні міста Мілет, Галікарнас, Кнід, Кавн.
На півночі Карія межувала з Лідією по річці Меандр у верхній течії, тоді як в своїй нижній течії Меандр протікав вже по землях карійців. Найближче з відомих міст Ефес лежить вже в Лідії, хоча згідно зі Страбоном, колись карійці мешкали й там. На північному сході Карія межує з Фригією, природним чином відділяючись гірським хребтом, а також з Пісідією, гірською областю. На сході Карія межує з Лікією по річці Інд (Даламан). Усередині Карії протікали також такі річки, як Калб і Марсій, велика притока Меандру.
Берегова лінія Карії, згідно зі Страбоном, розтяглася на 4900 стадій (приблизно 880 км), якщо включити всі затоки. З давніх часів велика частина узбережжя Карії належала грецьким племенам: Родос володів узбережжям від західного кордону Карії до 1500 стадій (270 км), поселенці з Лакедемона заснували Кнідос, дорійці з Арголіди заснували Галікарнас, а іонійці з Афін захопили Мілет і мис Мікале. Втім елліни селилися осередками, так що місцевим карійцям залишався вихід у море.
Велика частина Карії являла собою гористу місцевість, де в античний час було розвинене вівчарство. Родючі землі лежали у долині річки Меандру і її приток, а також уздовж узбережжя. В давнину славилося вино з Кніду, а на карійських монетах зображували гроно винограду. Виноробство розвинули в Карії грецькі поселенці.

## Історія
Збереглися деякі написи карійськой мовою, які остаточно вдалося розшифрувати лінгвісту Джону Рею. Карійська мова, яка практично зникла ще до різдва Христового, належала до хеттської підгрупи  анатолійських мов, на яких говорили народи Малої Азії. Анатолійські мови належали до індоєвропейської сім'ї мов. На тій же підгрупі мов говорили і сусіди карійців в Малій Азії, лікійці і лідійці, спростовуючи острівну версію походження карійців.

### Історія карійців до перського завоювання
На підставі лінгвістичного аналізу написів можна зробити висновок, що  хетські племена вторглися в  Малу Азію зі сходу наприкінці 3-го тисячоліття до н. е., в середині 2-го тисячоліття до н. е. ці індоєвропейські племена стали заселяти Карію, де частково змішалися з місцевим населенням, так званими лелегами. Карійська мова, на думку лінгвістів, зазнала місцевого впливу найбільшою мірою.
Вважається, що вперше Карія двічі згадана в клинописному тексті хеттів як країна Каркіса (Karkissa, Karkija) близько 1270 року до н. е. У переможному документі хетський цар Хаттусілі III цитує своє звернення до віроломного правителю Манапа-Датте з Країни на річці Сеха:
| «Свого часу, коли твої брати видворили тебе з твоєї країни, я довірив тебе народу Каркіси, я навіть слав заради тебе дари народу Каркіси. Але, попри це, ти не пішов за мною, а пішов за Уххациті, моїм ворогом. І що ж, тепер мені брати тебе в піддані?! »[1] |
Більшість дослідників ототожнюють хетську Каркісу з Карією, ґрунтуючись крім фонетичної подібності назв на географічну локалізацію (з хетських текстів) сусідньої  Лікії. Другий раз, уже ретроспективно, про карійців 2-го тисячоліття до н. е. згадав Гомер в «Іліаді». Про карійців також є згадка в Біблії, у Книзі царів, як про найманців в Юдеї, тобто в IX—VII столітті до н. е.
Через 800 років після  Троянської війни про карійців повідав Геродот. Карійці вважалися войовничим народом, саме їм приписує Геродот винахід ручок у щитів і султанів на бойових шоломах. Геродот розповідає, що в 7 столітті до н. е єгипетські фараони охоче користувалися послугами найманців-карійців:
| «Через деякий час, однак, іонійців і карійців, які займалися морським розбоєм, випадково занесло вітрами в Єгипет. Вони висадилися на берег у своїх мідних обладунках, і один єгиптянин, що ніколи раніше не бачив людей в мідних обладунках, прибув до Псамметиха в прибережну низовину з звісткою, що мідні люди прийшли з моря і розоряють поля. А цар зрозумів, що збувається пророцтво оракула, вступив в дружбу з іонійцями і карійцями, і великими обіцянками йому вдалося схилити їх вступити до нього на службу найманцями.»[3] |
Ці відомості Геродота підтверджуються написами, виявленими в Єгипті. У  Хроніці Євсевія відзначається, що на рубежі VIII—VII століть до н. е. карійці були одним з наймогутніших народів у Середземноморському басейні, вони «панували на морі», за словами Євсевія Кесарійського.
На службі фараонів карійці залишалися аж до перського завоювання Єгипту в 525 до н. е., а потім служили персам, новим господарям Азії. З приблизно 200 знайдених написів карійською мовою тільки 30 виявлені в Карії (в основному на монетах), а інші в Єгипті, Судані (в античний час Нубія) і Афінах. Можливо, що карійці, розсіявшись як найманців в басейні Середземного моря, зародили легенду про їх острівне походження.
Перша хвиля  іонійської колонізації узбережжя Малої Азії почалася в XI столітті до н. е. Геродот повідомляє, що поселенці з Афін (іонійське плем'я) перебили воїнів в Мілеті, спочатку карійського міста, а їхніх дочок взяли в дружини. Експедиція з Арголіди на Пелопоннесі (дорійське плем'я) захопили шматок узбережжя і заснували Галікарнас, куди через кілька століть переселили мешканців прилеглих карійських поселень. Карійці в глибині країни зберігали свою мову, але під впливом еллінських поселенців наситили її великою кількістю грецьких слів. За деякими фактами можна зробити висновок, що правляча знать в у IV столітті до н. е. вже перейшла на грецьку мову, яка стала мовою міжплемінного спілкування в прибережних державах Малої Азії. Єдиної держави у карійців не було, вони жили в поселеннях і маленьких містечках, об'єднаних за принципом  конфедерації, що існувала і після завоювань Александра Македонського. Об'єднували їх єдина мова і віра в бога війни, Зевса Карійської, як називав його Геродот. Важливі питання вирішувалися на зборах у відомому храмі, розташованому в центрі Карії. Дорійські міста в Карії мали свій союз. Немає відомостей про будь-які війни між місцевими карійцями і сторонніми греками, мабуть ці народи знаходили взаємовигідним спільне існування.
Ще один з перших відомих царів Лідії Гігес на початку VII століття до н. е. воював на землях Карії. Його син Ардіс II захопив  іонійське місто Прієну в Карії, згідно з Геродотом. Втім Діоген Лаертський в оповіданні про давньогрецького мудреця Біаса з Прієни в Карії згадав про облогу Прієни лідійським царем Аліаттомом III, онуком Ардіса II і батька легендарного царя Креза (за Геродотом, Крез був сином Аліатта від жінки-карійкі.):
| «Є розповідь, що коли Аліатт взяв в облогу Прієну, то Біас розгодував двох мулів і вигнав їх у царський табір, - і цар здивувався, подумавши, що благополуччя обложених вистачає і на їх худобу. Він пішов на переговори і прислав послів - Біас насипав купу піску, прикрив його шаром зерна і показав послові. І дізнавшись про це, Аліатт уклав нарешті з прієнянами мир.»[6] |
Карія бідна сюжетами грецької міфології, до неї прямо приурочений фактично лише міф про Ендіміона, культ якого відомий в Карії з давнини. Печера на горі Латма, де спить Ендіміон, очевидно, описується в начерку незакінченого вірша Олександра Пушкіна «У гаю карійському, люб'язному ловцям, таїться печера…».

### Карійці під владою перських сатрапів
Вперше всі грецькі міста в Карії завоював легендарний лідійський цар  Крез в середині 6 століття до н. е. Після розгрому лідійського царства перським царем Кіром, карійці в 543 до н. е. підкорилися Гарпагу, головному воєначальнику Кіра, лише маленьке карійське місто Педас чинило опір (у викладі Геродота).
Ксенофонт викладає історію підкорення карійців так : Кір послав у Карію свого воєначальника Адусія, який застав карійців у громадянській війні. Обидві протиборчі сторони звернулися до Адусія з проханням про допомогу. Перський воєначальник не відмовив у союзі жодній зі сторін і попросив впустити його військо в карійські міста як союзників. Зайнявши фортеці, він скликав ватажків сторін і примирив їх, пообіцявши стати ворогом кожному, хто порушить мир. Карійці в подяку попросили Кіра дати їм в сатрапи Адусія, що перський цар і зробив через 5 років, коли захопив Вавилон і потреба у воєначальнику відпала.
При  Дарії I Карію включили у сатрапію і обклали щорічними кріпаками. У 499 до н. е. іонійські міста Малої Азії на чолі з Мілетом повстали проти перського панування, до повстання приєдналися карійці. Після низки перемог і поразок карійці в 494 до н. е. знову підкорилися персам, і навіть придбали частину земель Мілета, грецьке населення якого перси взяли в рабство.
Коли перський цар Ксеркс I в 480 до н. е. рушив походом у Грецію, карійці як васали виставили 70 кораблів, і ще 30 кораблів виставили  дорійські міста Карії . Дорійськими кораблями керувала Артемісія I з Галікарнаса, жінка, мужністю якою захоплювався Ксеркс. Сатрап Карії Арідоліс в одному з морських боїв був захоплений греками в полон, а головним євнухом у Ксеркса, вихователем його синів, був Гермотім, родом з Педаса — карійського міста північніше Галікарнаса.
Після греко-перських воєн Стародавні Афіни перетворилися на провідну морську державу. Афінський стратег Кімон здійснив військову експедицію на південь  Малої Азії в 460-х роках до н. е., розгромивши війська тамтешніх перських сатрапів. У роки Пелопоннеської війни населення прибережної Карії платило данину Афінам, про що повідомляє Фукідід. Однак коли афіняни рушили вглиб Карії, їх загін був знищений карійцями. Карія, імовірно, набула незалежності від Перської держави, або ж влада персів була номінальною принаймні до кінця V століття до н. е., коли Спарта в союзі з Персією перемогла Афіни у війні. У роки Пелопоннеської війни і після неї Карією правив родич перського царя Тіссаферн, який керував також Лідією (413—395 роки до н. е.) і Лікією. Після закінчення Пелопоннеської війни він невдало намагався відбитися від спартанських загонів в Малій Азії. Поразки і підозри в зраді спонукали персідскога царя Ахашвероша надіслати нового сатрапа Тіфрауста в 395 до н. е., який відтяв голову Тіссаферна, а його голову відіслав цареві.

### Діяльність карійських царів

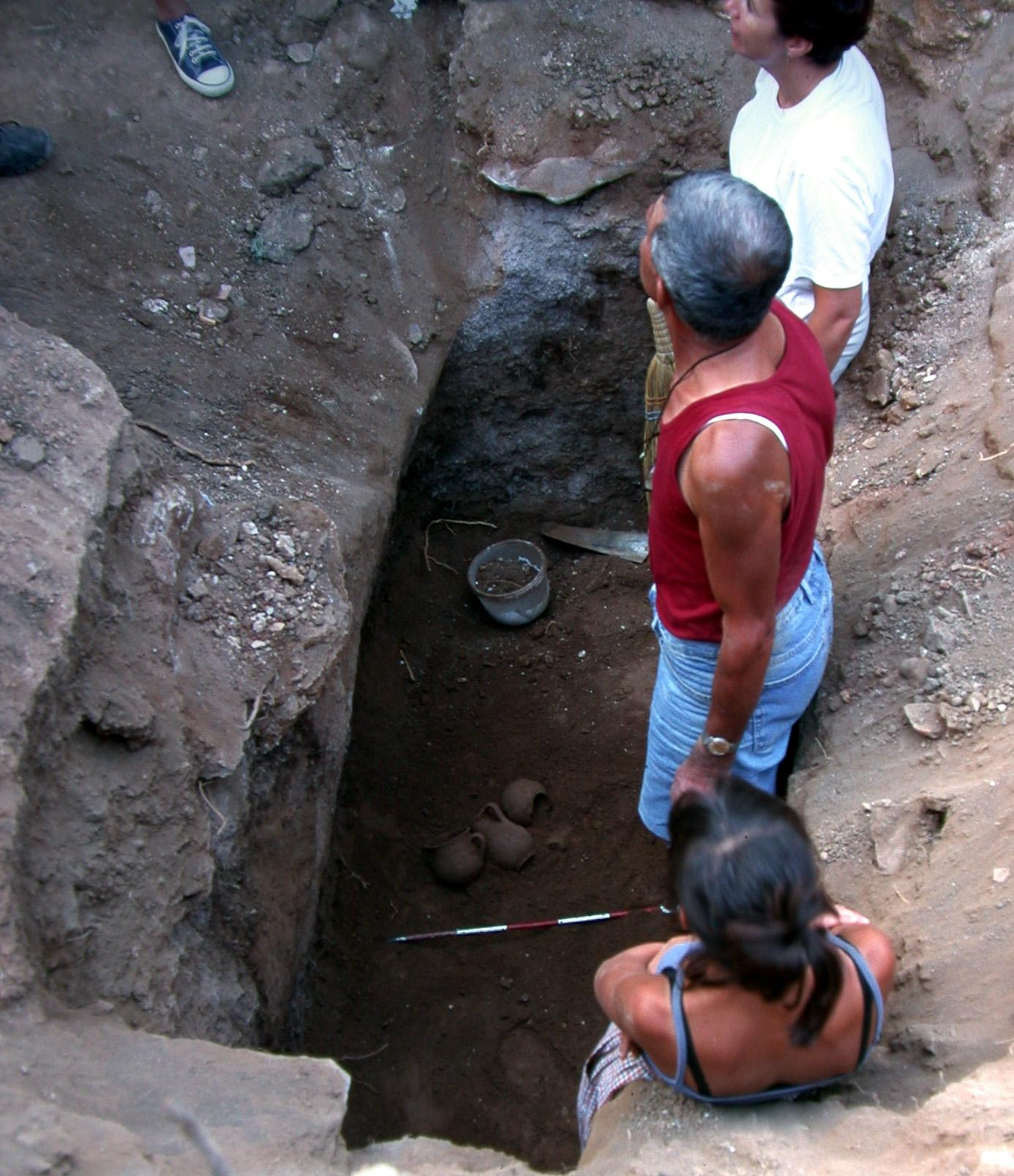
Карійське поховання в Міласі

Не сподіваючись на персів-сатрапів, перський цар спонукає місцеву знать до управління Карії, спочатку Гекатомна з Міласа (377 — 391 до н. е.). Перський цар Ахашверош II призначив царя Міласа правителем над всією Карією з тим, щоб зібрати армію проти повсталих кіпріотів. Гекатомн зумів зробити владу спадковою і передав її синові Мавсолу (377 — 353 до н. е.), який переніс столицю Карії з Міласа в Галікарнас. Мавсола і Гекатомна античні автори називають царями, показуючи ступінь їх незалежності від центральної влади. На монетах цих царів імена написані грецьким шрифтом. Мавсол навіть брав участь у відкритому заколоті проти перського царя, проте його влада в Карії настільки зміцнилася, що він зміг правити своєю країною і після того, як перси відновили панування серед підданих. Невідомо, яи поширювалася влада царів Карії на гірську Карію.
Після Мавсола 3 роки правила його сестра (і одночасно дружина за звичаями карійців) Артемісія, яка прославилася сама і прославила брата зведенням Мавзолею, що вважався одним з Семи чудес світу. Не поступаючись в доблесті інший Артемісії, яка прославилася 130 років раніше в греко-перських війнах, дружина Мавсола відбила напад флоту Родоса, що мав територіальні інтереси в Карії.
Після смерті Артемісії правив Карією середній син Гекатомна Ідріей (348 до н. е.- 344 до н. е.), потім молодший син Гекатомна Піксодар, а потім в 334 до н. е. над Карією поставили перса Оронтобата, зятя Піксодара. Зятем Піксодара викликався стати юний Александр Македонський, чимало розгнівавши свого батька Філіппа II, який вважав Піксодара не царем, а лише перським прислужником.

### Карія після розгрому Перської держави
У 334 до н. е. Александр Македонський вторгся в Малу Азію. У тому ж році, розгромивши Оронтобата під час битви за Галікарнас, передав владу над країною в руки цариці Ади, молодшої дочки Гекатомна і одночасно вдови Ідріея, яка добровільно визнала владу Александра. На уламках Перської імперії Александр побудував нову імперію, що проіснувала лічені роки.
Після смерті Александра Македонського Карія переходила з рук в руки у війнах діадохів, повністю втративши самостійність, поки римляни, здобувши перемогу над сирійським правителем Антіохом III у 190 до н. е., не розділили Карію між Пергамським царством і Родосом. Після цього часу Карія втратила етнографічну ідентичність.
У 129 до н. е. територія Карії була включена в римську провінцію Азія, що охоплювала більшу частину  Малої Азії. З 395 року Карія увійшла до складу  Візантії після розділу Римської імперії на дві частини і перебувала там до 11 століття, коли турки-сельджуки захопили Малу Азію. У V ст. тут діяла християнська свята Ксенія Римлянка. Потім візантійці відбили Карію, але з 13 століття на її землях знову правлять мусульманські правителі. З 14 століття Карія стала частиною Оттоманської імперії, а після розпаду імперії — частиною Туреччини як адміністративна провінція Мугла і Айдин.